# Volta Redonda FC
Volta Redonda FC is een voetbalclub in Brazilië. De club is gevestigd in de plaats Volta Redonda. 

## Oprichting
Op 9 februari 1976 werd de voetbalclub opgericht. Het werd een fusieclub van twee amateurclubs in de regio tot een grote profclub in Volta Redonda. De club speelde enkele jaren in de Campeonato Brasileiro Série C. In 2016 werd de club kampioen van de Série D. De club speelde dan vanaf 2017 in de Série C en kon in 2024 kampioen spelen en promoveerde zo verder naar de Série B. 

## Erelijst
Campeonato Brasileiro Série C
2024
Campeonato Brasileiro Série D
2016